# Жаксинський район
Жакси́нський район (каз. Жақсы ауданы, рос. Жаксынский район) — адміністративна одиниця у складі Акмолинської області Казахстану. Адміністративний центр — село Жакси.

## Населення
Населення — 16451 особа (2021; 21107 у 2009, 30808 в 1999, 41862 у 1989).
Національний склад (станом на 2016 рік):
- казахи — 9510 осіб (48,05 %)
- росіяни — 4556 осіб (23,02 %)
- українці — 2750 осіб (13,90 %)
- німці — 837 осіб
- білоруси — 485 осіб
- татари — 403 особи
- мордва — 335 осіб
- молдовани — 149 осіб
- башкири — 143 особи
- інгуші  — 143 особи
- азербайджанці — 99 осіб
- удмурти — 95 осіб
- поляки — 42 особи
- чеченці — 33 особи
- корейці — 26 осіб
- марійці — 16 осіб
- вірмени — 10 осіб
- інші — 160 осіб

## Історія
Район був утворений 1957 року як Кійминський з центром у селі Кійма, з 1964 року має сучасну назву.

## Склад
До складу району входять 1 сільська адміністрація та 13 сільських округів:
| Поселення                           | Площа, км² | Населення, осіб (1989) | Населення, осіб (1999) | Населення, осіб (2009) | Населення, осіб (2021) | Центр       | Населені пункти |
| ----------------------------------- | ---------- | ---------------------- | ---------------------- | ---------------------- | ---------------------- | ----------- | --------------- |
| Новокієнська сільська адміністрація | -          | 1186                   | 1142                   | 860                    | 615                    | Новокієнка  | 1               |
| Терсаканська сільська адміністрація | -          | 3332                   | 1863                   | 510                    | 304                    | Терсакан    | 1               |
| Белагаський сільський округ         | -          | 1269                   | 1223                   | 1149                   | 869                    | Белагаш     | 1               |
| Біловодський сільський округ        | -          | 2764                   | 2208                   | 1524                   | 1043                   | Біловодське | 3               |
| Жаксинський сільський округ         | -          | 6573                   | 5350                   | 5097                   | 4626                   | Жакси       | 1               |
| Жанакіїминський сільський округ     | -          | 10305                  | 6477                   | 3282                   | 2389                   | Жана-Кіїма  | 3               |
| Запорізький сільський округ         | -          | 3785                   | 3266                   | 2719                   | 2365                   | Запоріжжя   | 2               |
| Ішимський сільський округ           | -          | 2996                   | 2429                   | 1579                   | 1157                   | Ішимське    | 3               |
| Калінінський сільський округ        | -          | 2776                   | 1685                   | 906                    | 566                    | Калінінське | 3               |
| Кизилсайський сільський округ       | -          | 2632                   | 1514                   | 845                    | 528                    | Кіровське   | 2               |
| Київський сільський округ           | -          | 1055                   | 974                    | 734                    | 629                    | Київське    | 1               |
| Підгорненський сільський округ      | -          | 1088                   | 1023                   | 789                    | 709                    | Підгорне    | 1               |
| Тарасовський сільський округ        | -          | 1117                   | 844                    | 587                    | 425                    | Тарасовка   | 2               |
| Чапаєвський сільський округ         | -          | 984                    | 810                    | 526                    | 226                    | Чапаєвське  | 1               |

## Найбільші населені пункти
Населені пункти з чисельністю населення понад 1000 осіб:
| № | Населений пункт | Населення, осіб (1989) | Населення, осіб (1999) | Населення, осіб (2009) | Населення, осіб (2021) |
| - | --------------- | ---------------------- | ---------------------- | ---------------------- | ---------------------- |
| 1 | Жакси           | 6 573                  | 5 350                  | 5 097                  | 4 626                  |
| 2 | Запоріжжя       | 2 126                  | 1 873                  | 1 887                  | 1 749                  |
| 3 | Кіїма           | 2 738                  | 2 094                  | 1 395                  | 1 187                  |
| 4 | Жана-Кіїма      | 2 864                  | 2 011                  | 1 410                  | 1 112                  |